# Bolephthyphantes caucasicus
Bolephthyphantes caucasicus är en spindelart som först beskrevs av Andrei V. Tanasevitch 1990.  Bolephthyphantes caucasicus ingår i släktet Bolephthyphantes och familjen täckvävarspindlar. Inga underarter finns listade.